# Ciry-Salsogne
Ciry-Salsogne es una comuna francesa, situada en el departamento de Aisne, de la región de Alta Francia.

## Demografía
| 508 | 464 | 483 | 535 | 629 | 649 | 794 | 918 |
| Para los censos de 1962 a 1999 la población legal corresponde a la población sin duplicidades (Fuente: INSEE [Consultar]) |     |     |     |     |     |     |     |